# كوكويتلام (كولومبيا البريطانية)
كوكويتلام (بالإنجليزية: Coquitlam)‏ هي مدينة كندية تقع في مقاطعة كولومبيا البريطانية. تبلغ مساحة هذه المدينة 121.6892 (كم²)، ويبلغ عدد سكانها 114565 نسمة حسب إحصاء سنة 2006 م، بينما كان يسكنها 112890 نسمة في سنة 2001 م. تحتل هذه المدينة المرتبة رقم 41 بين مدن كندا حسب عدد السكان والمرتبة رقم 6 في المقاطعة. نما عدد السكان في هذه المدينة بنسبة (1.5) بين العامين المذكورين.

## المناخ
| البيانات المناخية لـكوكويتلام (1981-2010) | البيانات المناخية لـكوكويتلام (1981-2010) | البيانات المناخية لـكوكويتلام (1981-2010) | البيانات المناخية لـكوكويتلام (1981-2010) | البيانات المناخية لـكوكويتلام (1981-2010) | البيانات المناخية لـكوكويتلام (1981-2010) | البيانات المناخية لـكوكويتلام (1981-2010) | البيانات المناخية لـكوكويتلام (1981-2010) | البيانات المناخية لـكوكويتلام (1981-2010) | البيانات المناخية لـكوكويتلام (1981-2010) | البيانات المناخية لـكوكويتلام (1981-2010) | البيانات المناخية لـكوكويتلام (1981-2010) | البيانات المناخية لـكوكويتلام (1981-2010) | البيانات المناخية لـكوكويتلام (1981-2010) |
| الشهر                                     | يناير                                     | فبراير                                    | مارس                                      | أبريل                                     | مايو                                      | يونيو                                     | يوليو                                     | أغسطس                                     | سبتمبر                                    | أكتوبر                                    | نوفمبر                                    | ديسمبر                                    | المعدل السنوي                             |
| ----------------------------------------- | ----------------------------------------- | ----------------------------------------- | ----------------------------------------- | ----------------------------------------- | ----------------------------------------- | ----------------------------------------- | ----------------------------------------- | ----------------------------------------- | ----------------------------------------- | ----------------------------------------- | ----------------------------------------- | ----------------------------------------- | ----------------------------------------- |
| الدرجة القصوى °م (°ف)                     | 16.5 (61.7)                               | 19.0 (66.2)                               | 24.0 (75.2)                               | 28.0 (82.4)                               | 34.5 (94.1)                               | 33.5 (92.3)                               | 33.5 (92.3)                               | 34.0 (93.2)                               | 32.5 (90.5)                               | 28.0 (82.4)                               | 19.0 (66.2)                               | 15.5 (59.9)                               | 34.5 (94.1)                               |
| متوسط درجة الحرارة الكبرى °م (°ف)         | 6.3 (43.3)                                | 7.5 (45.5)                                | 10.2 (50.4)                               | 12.9 (55.2)                               | 16.7 (62.1)                               | 19.3 (66.7)                               | 22.2 (72.0)                               | 22.7 (72.9)                               | 19.1 (66.4)                               | 13.6 (56.5)                               | 8.3 (46.9)                                | 5.6 (42.1)                                | 13.7 (56.7)                               |
| المتوسط اليومي °م (°ف)                    | 3.9 (39.0)                                | 4.6 (40.3)                                | 6.8 (44.2)                                | 9.1 (48.4)                                | 12.5 (54.5)                               | 15.2 (59.4)                               | 17.6 (63.7)                               | 18.1 (64.6)                               | 15.0 (59.0)                               | 10.4 (50.7)                               | 6.0 (42.8)                                | 3.3 (37.9)                                | 10.2 (50.4)                               |
| متوسط درجة الحرارة الصغرى °م (°ف)         | 1.4 (34.5)                                | 1.6 (34.9)                                | 3.4 (38.1)                                | 5.3 (41.5)                                | 8.3 (46.9)                                | 11.0 (51.8)                               | 13.0 (55.4)                               | 13.4 (56.1)                               | 10.8 (51.4)                               | 7.2 (45.0)                                | 3.6 (38.5)                                | 0.9 (33.6)                                | 6.7 (44.1)                                |
| أدنى درجة حرارة °م (°ف)                   | −14 (7)                                   | −13 (9)                                   | −7.8 (18.0)                               | −1 (30)                                   | 1.0 (33.8)                                | 4.4 (39.9)                                | 6.0 (42.8)                                | 7.2 (45.0)                                | 1.0 (33.8)                                | −7 (19)                                   | −15.5 (4.1)                               | −16 (3)                                   | −16 (3)                                   |
| الهطول مم (إنش)                           | 285.0 (11.22)                             | 170.9 (6.73)                              | 185.5 (7.30)                              | 152.9 (6.02)                              | 110.8 (4.36)                              | 88.3 (3.48)                               | 60.7 (2.39)                               | 65.4 (2.57)                               | 87.2 (3.43)                               | 204.5 (8.05)                              | 316.2 (12.45)                             | 241.4 (9.50)                              | 1٬968٫8 (77.51)                           |
| معدل هطول الأمطار مم (إنش)                | 266.9 (10.51)                             | 161.4 (6.35)                              | 179.5 (7.07)                              | 152.7 (6.01)                              | 110.8 (4.36)                              | 88.3 (3.48)                               | 60.7 (2.39)                               | 65.4 (2.57)                               | 87.2 (3.43)                               | 204.4 (8.05)                              | 310.1 (12.21)                             | 225.8 (8.89)                              | 1٬913٫2 (75.32)                           |
| متوسط تساقط الثلوج سم (إنش)               | 18.0 (7.1)                                | 9.5 (3.7)                                 | 6.0 (2.4)                                 | 0.2 (0.1)                                 | 0 (0)                                     | 0 (0)                                     | 0 (0)                                     | 0 (0)                                     | 0 (0)                                     | 0.2 (0.1)                                 | 6.1 (2.4)                                 | 15.6 (6.1)                                | 55.6 (21.9)                               |
| متوسط أيام هطول الأمطار (≥ 0.2 mm)        | 19.1                                      | 14.7                                      | 17.6                                      | 15.1                                      | 14.0                                      | 12.0                                      | 7.7                                       | 6.8                                       | 9.0                                       | 16.3                                      | 20.0                                      | 18.1                                      | 170.4                                     |
| متوسط الأيام الممطرة (≥ 0.2 mm)           | 18.0                                      | 13.9                                      | 17.3                                      | 15.1                                      | 14.0                                      | 12.0                                      | 7.7                                       | 6.8                                       | 9.0                                       | 16.2                                      | 19.7                                      | 16.9                                      | 166.5                                     |
| متوسط الأيام المثلجة (≥ 0.2 cm)           | 2.1                                       | 1.9                                       | 0.92                                      | 0.12                                      | 0                                         | 0                                         | 0                                         | 0                                         | 0                                         | 0.09                                      | 1.1                                       | 2.7                                       | 8.9                                       |
| المصدر:                                   |                                           |                                           |                                           |                                           |                                           |                                           |                                           |                                           |                                           |                                           |                                           |                                           |                                           |

## أعلام
- ويد ماكليود
- بريت أندرسون
- جايسون بلوم
- بين ستريت
- تيري ماكدونالد

## وصلات خارجية
- الأطلس الحكومي لكندا
- إحصاءات كندا مع ساعة تعداد السكان